# Àncora Editrice
Àncora è una casa editrice italiana, dedicata in particolare alla divulgazione di pubblicazioni cristiane.

## Storia
La casa editrice Àncora nacque il 18 gennaio 1934 a Milano, come attività della Congregazione religiosa degli Artigianelli Pavoniani, per iniziativa del prete bresciano Lodovico Pavoni, proclamato beato da papa Giovanni Paolo II nel 2002. e santo da papa Francesco il 16 ottobre 2016. Pavoni aveva avviato una attività tipografica già dal 1921, sulla stregua delle attività pubblicistiche dell'Osservatore cattolico iniziate già nel 1881, ottendendo poi l'autorizzazione governativa dodici anni dopo.
Coinvolta severamente durante i bombardamenti della Seconda guerra mondiale, venne presto ricostituita e ampliata.
Dal 1997 si consolida nella società Àncora s.r.l., acquisendo in sé tre librerie (Roma, Milano, Trento), uno store a Milano, e uno stabilimento tipografico dedicato (Àncora Arti Grafiche) a Milano.
Dal 1965 pubblica la rivista Vita religiosa, divenuta poi Vita Consacrata, strumento di formazione per i religiosi. Pubblica anche la rivista teologica del Seminario Arcivescovile di Milano La Scuola Cattolica, la rivista di psicologia e pastorale Tredimensioni, Quaderni di Diritto Ecclesiale e Consultori Familiari Oggi.
Tra i suoi autori vi sono Joseph Ratzinger, Carlo Maria Martini, Raniero Cantalamessa, Gianfranco Ravasi, Bruno Maggioni, Silvano Fausti, Andrea Pamparana, Renzo Allegri e Giorgio Torelli.
I suoi testi di spiritualità cristiana non si rivolgono soltanto a religiosi e laici desiderosi di approfondire i vari aspetti della propria fede, ma anche a quel pubblico più vasto definito "cercatori di Dio".
Nel 2001 acquista il marchio Roberto Hoesch, specializzato in stampe di arte sacra, in particolare del Rinascimento italiano. Dal 2003 la promozione e distribuzione è affidata alla RCS Libri.